# 上卡利克斯市镇
上卡利克斯市镇（瑞典語：Överkalix kommun）是瑞典北部北博滕省的一个市镇。其治所位于上卡利克斯。
上卡利克斯市徽設計於1944年，源自於某個教區徽章。市徽的具體意義已不可考，然而許多瑞典北方的行政區皆採用馴鹿、熊等動物作為徽章。